# Медаль Пьера де Кубертена
Медаль Пьера де Кубертена (англ. Pierre de Coubertin medal, фр. La médaille Pierre de Coubertin), также известная как Медаль истинного духа спорта (англ. True Spirit of Sportsmanship medal) — особая награда Международного олимпийского комитета, которая вручается за выдающиеся проявления спортивного олимпийского духа.
Медаль была учреждена в 1964 году и названа в честь барона Пьера де Кубертена, основателя современного олимпийского движения. Как сказано на официальном сайте МОК, «это одна из самых почётных наград, которой может быть удостоен участник Олимпийских игр».
Иногда медаль рассматривается как высшая олимпийская награда, даже более значимая, чем золотая олимпийская медаль.
При этом не надо путать медаль Пьера де Кубертена с международным призом Пьера де Кубертена за честную игру (англ. Pierre de Coubertin International Trophy for Fair Play), который ежегодно вручается Международным комитетом Fair Play, а также специальной медалью МОК «За олимпийские идеалы», учреждённой к 100-летию МОК, и вручённой, в частности, советской белорусской фехтовальщице Елене Новиковой-Беловой.

## Обладатели медали Пьера де Кубертена
Данный список является неполным.
| Спортсмен         | Страна         | Олимпиада/соревнование           | Место проведения | Дата награждения           |
| Луц Лонг          | Германия       | Летние Олимпийские игры 1936     | Берлин           | Награждён посмертно        |
| Эмиль Затопек     | Чехословакия   | Летние Олимпийские игры 1952     | Хельсинки        | 6 декабря 2000 (посмертно) |
| Эудженио Монти    | Италия         | Зимние Олимпийские игры 1964     | Инсбрук          | 1964                       |
| Франц Йонас       | Австрия        | -                                | -                | Июль 1969                  |
| Карл Хайнц Клее   | Австрия        | Зимние Олимпийские игры 1964     | Инсбрук          | Февраль 1977               |
| Лоуренс Лемье     | Канада         | Летние Олимпийские игры 1988     | Сеул             | Сентябрь 1988              |
| Раймон Гафнер     | Швейцария      | -                                | -                | 1999                       |
| Спенсер Экклс     | США            | Зимние Олимпийские игры 2002     | Солт-Лейк-Сити   | Февраль 2002               |
| Тана Умага        | Новая Зеландия | Показательный матч по регби 2003 | Кардифф          |                            |
| Вандерлей де Лима | Бразилия       | Летние Олимпийские игры 2004     | Афины            | 29 августа 2004            |